# Nõmme (čtvrť)
Nõmme (též Nõmme keskus či Kesk-Nõmme, úředně Nõmme asum, tedy „čtvrť Nõmme“) je jedna ze čtvrtí estonského hlavního města Tallinnu, náležející do městské části Nõmme. Čtvrť tvoří jádro bývalého samostatného města Nõmme, které vyrostlo v prostoru mezi nõmmským nádražím a nõmmskou tržnicí.

## Dějiny

### Nejstarší osídlení

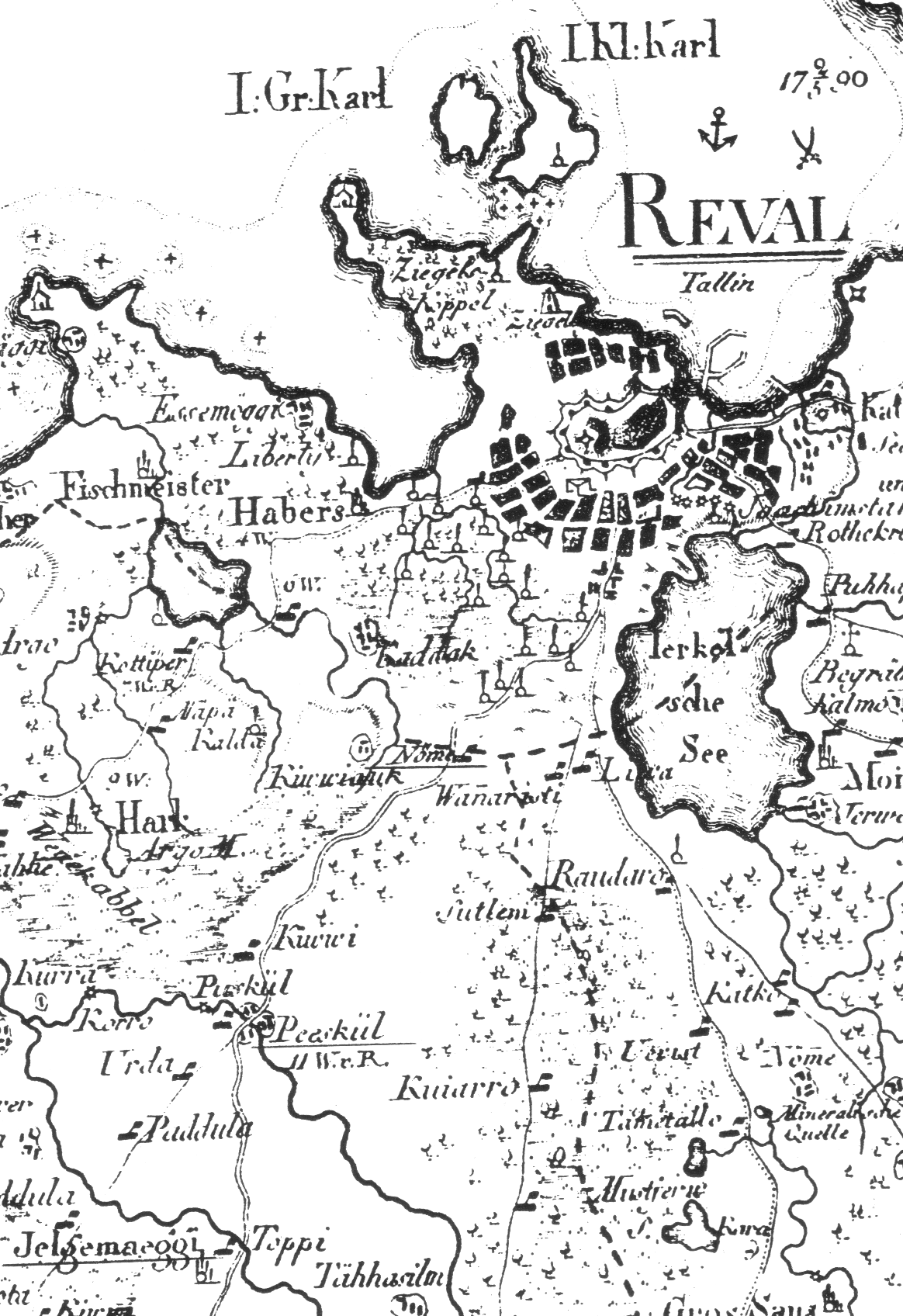
Nõmmský zájezdní hostinec („Nöme“) v Mellinově Atlase Livonska z roku 1798 (podtržený název přibližně uprostřed obrázku)

Písčitá vyvýšenina mezi Ülemistským jezerem a Pääskülou, na níž se nachází dnešní čtvrť Nõmme, byla až do poloviny 19. století téměř neobydlená. Územím však procházely cesty vedoucí z Tallinnu do Pernavy, do Vilína a do Saku. Nejpozději v 17. století vznikl u pernavské silnice zájezdní hostinec. Podle pramenů nesl v roce 1689 název Mägedevahe kõrts (Hostinec mezi vrchy), v roce 1798 Nõmme kõrts (Krčma na vřesovišti).

### Glehnovo Nõmme
Ve 2. polovině 19. století začala v okolí hostince vyrůstat osada. Její vznik je spojen se jménem extravagantního osvícence Nikolaie von Glehna. Rodina Glehnů odkoupila v roce 1825 panský statek v Jälgimäe, k němuž patřila většina území od Pääsküly až k Ülemistskému jezeru. Když mladý Nikolai po návratu ze studií koncem 60. let 19. století převzal rodinný statek, začal si snít o vybudování nového města, ve kterém by lidé žili v souladu s přírodou a které by bylo opravdu estonské.
Glehnovým plánům nahrálo otevření Baltské dráhy roku 1870, která právě poblíž nõmmského zájezdního hostince protínala pernavskou silnici. Protože během 2. poloviny 19. století se mezi tallinnskými měšťany rozšířila móda výletů do přírody a častým cílem bylo i okolí hostince, nebylo těžké prosadit během dvou let vybudování nové železniční zastávky v jeho blízkosti. Zastávka zprvu nesla název Zastávka na 7. verstě (úředně rusky Oстановочный пункт на 7. версте a německy Haltestelle auf der 7. Werst), ale již roku 1874 byla úředně přejmenována na Nõmme (rusky Неммe, německy Nömme) podle zmíněného zájezdního hostince, a takto se začalo nazývat i vznikající sídlo.
Díky pravidelnému železničnímu spojení si nyní mohli i lidé pracující v Talinnu pořizovat v Nõmme bydlení a naopak tallinnští měšťané letní chaty. Glehn půdu ke stavbě zprvu pronajímal, protože zákon neumožňoval rozprodej panské půdy do běžných rukou. V roce 1880 se mu však podařilo získat od cara příslušné povolení. Stálí i občasní obyvatelé Nõmme se nyní mohli stát rovněž majiteli pozemků, což spolu s příznivými podmínkami nabízenými Glehnem vedlo k rychlému růstu poptávky po bydlení v osadě rostoucí kolem nõmmského nádraží. V 80. letech 19. století sídlo přerostlo hranice dnešní stejnojmenné čtvrti. Ta se pod označením Kesk-Nõmme (Střední Nõmme) či Nõmme keskus (Nõmmské centrum) stala jádrem osady, kolem něhož vznikaly další čtvrti.

### Nõmmské centrum a čtvrť Nõmme
Rychle se rozvíjející sídlo Nõmme získalo v roce 1914 práva letoviska, v roce 1917 se stalo samosprávným městysem a roku 1926 městem. Kesk-Nõmme bylo po celou dobu čtvrtí, v níž byla soustředěna většina veřejných budov i obchodů, a i po otevření dalších železničních zastávek zůstalo hlavním dopravním uzlem. Ve 30. letech se sice začalo uvažovat o přesunu centra města Nõmme do geograficky ústředněji položené čtvrti Hiiu, k tomuto přesunu však nedošlo, protože krátce po zahájení sovětské okupace Estonska roku 1940 bylo Nõmme jako město zrušeno a jeho území připojeno k Tallinnu.
V následujících letech Kesk-Nõmme administrativně neexistovalo, rovněž synonymního označení „Nõmme keskus“ se užívalo jen ve významu blízkého okolí křižovatky ulic Pärnu maantee a Ehitajate tee s nádražím a tržnicí. Teprve po obnovení estonské samostatnosti v roce 1991 a reformě tallinnské administrativy v roce 1993 bylo znovuzavedeno dělení města na čtvrti. Kesk-Nõmme bylo obnoveno pod kratším jménem Nõmme jako centrální čtvrť stejnojmenné městské části.

## Pamětihodnosti

### Tržnice

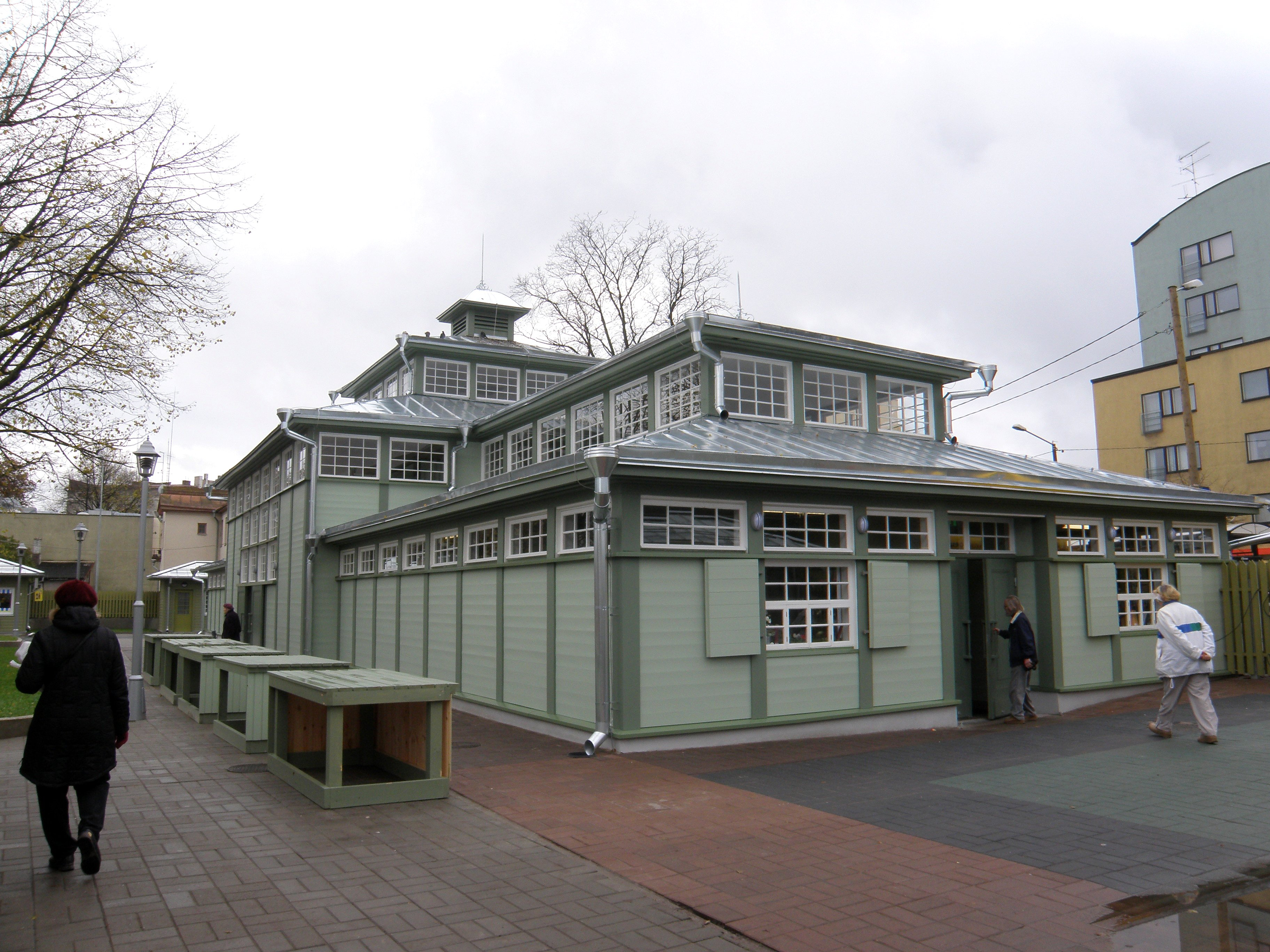
Nõmmská tržnice (Nõmme turuhoone)

Rostoucí osada Nõmme získala roku 1908 právo konání trhů. Ty se konaly od počátku na místě dnešní tržnice, nejprve však pod širým nebem. V roce 1930 byla podle projektu Roberta Natuse postavena dřevěná tržnice s betonovým podsklepením, která byla v následujících letech doplněna dalšími samostatně stojícími budovami a zastřešenými sloupořadími. V roce 2009 prošla tržnice generální rekonstrukcí, 29. dubna 2010 však do základů vyhořela z dodnes neobjasněných důvodů. Obyvatelé Nõmme na tragédii zareagovali rozsáhlou finanční sbírkou a organizační pomocí, takže již v listopadu téhož roku byla budova znovuotevřena ve stejné zevní podobě, v interiérech s lehkými změnami umožňujícími lepší protipožární ochranu.

### Kulturní centrum
Budova dnešního Nõmmského kulturního centra (Nõmme Kultuurikeskus) byla postavena roku 1924 podnikatelem O. Nuutem podle projektu architekta Gustava Adoffa jako kino „Soleil“. Během následujících dvou desetiletí kino několikrát vyměnilo majitele i jméno. V prvních letech sovětské okupace byla budova znárodněna a využívána NKVD, roku 1946 pak byla předána nově vytvořenému státnímu subjektu Tallinnský kulturní dům na Nõmme (Tallinna Kultuurimaja Nõmmel). Kulturní dům byl v letech okupace důležitým centrem národní kultury, kterou zde bylo možno pěstovat pod nálepkou socialistického volnočasového vyžití pracujících. Působily zde taneční a pěvecké soubory, dětský cirkus a filmový klub.
Po obnovení estonské suverenity roku 1991 byl kulturní dům přejmenován nejprve na Nõmmský lidový dům (Nõmme Rahvamaja) a 1994 získal nový statut a dodnes platné jméno Nõmme Kultuurikeskus. Dům následně prošel generální rekonstrukcí a roku 2002 byl rozšířen o přístavbu. V budově se nyní nacházejí prostory pro konání přednášek a seminářů, hudební zkušebny, vybavené prostory pro děti a kavárna. V současnosti zde pod hlavičkou kulturního centra působí více než třicet pravidelných zájmových kroužků, řada dalších sdružení využívá prostory centra nájemně. Koná se zde několik každoročních kulturních festivalů či soutěží, z nichž nejznámější je jazzový festival Nõmme Jazz.

### Mírový kostel

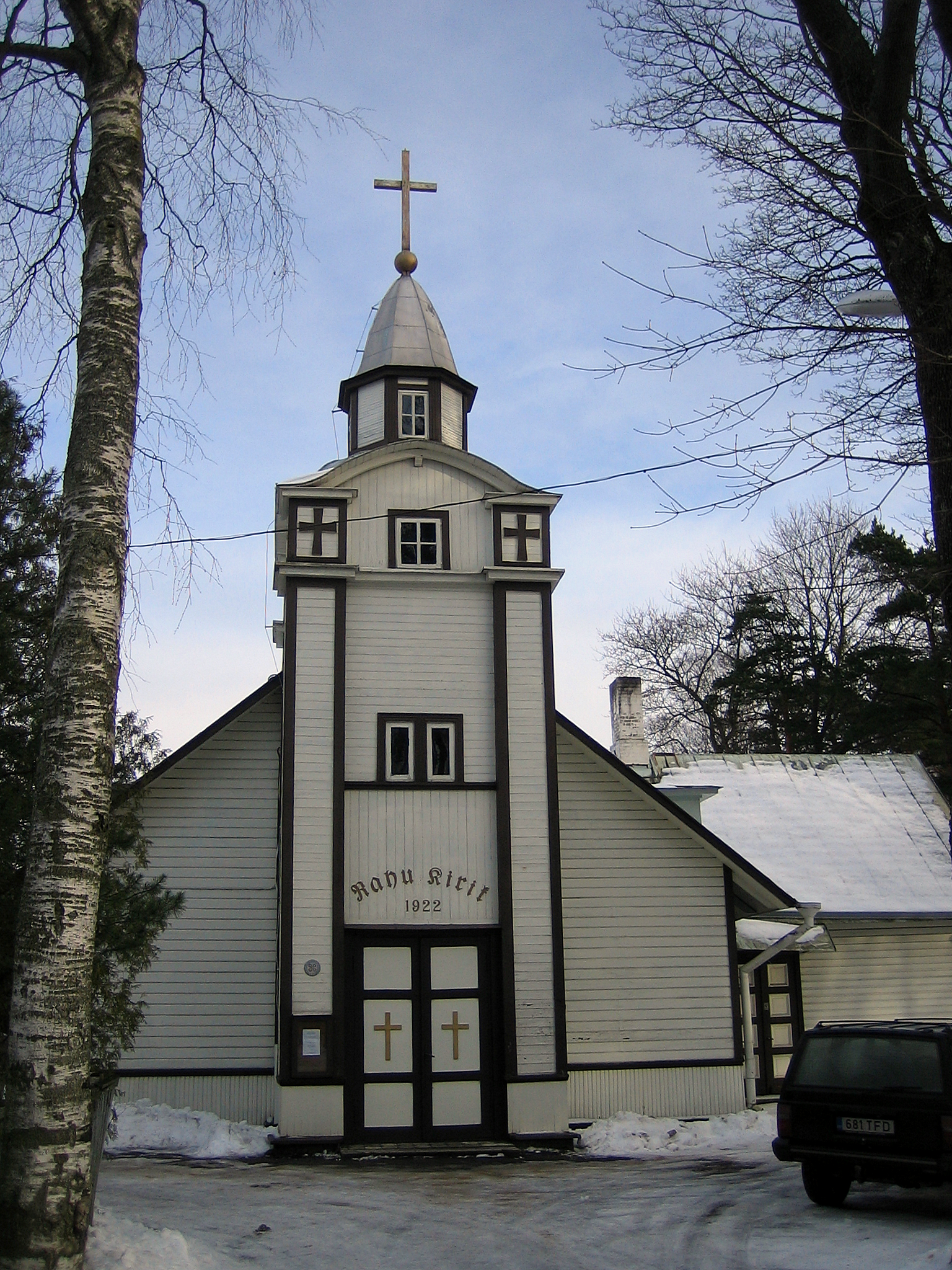
Nõmmský Mírový kostel

V ulici Võsu stojí Nõmmský Mírový kostel (Nõmme Rahu kirik), vybudovaný v letech 1901–1931. Původně se jednalo o roku 1901 Nikolaiem von Glehnem založenou slévárenskou dílnu, která však záhy zkrachovala. Její budovu Glehn roku 1904 propůjčil jako modlitebnu místnímu bratrskému sboru, od roku 1905 se pak v jejích prostorách začaly konat též luterské bohoslužby. Roku 1913 daroval Manfred von Glehn budovu i s pozemkem luterské církvi. Počátkem 20. let byla ke kostelu přistavěna věž. Roku 1922 byl při kostele ustaven samostatný luterský sbor, který se roku 1924 na památku Tarbatského míru rozhodl dát kostelu jeho dnešní jméno. V letech 1930 a 1931 byl kostel podle projektu F. Wendacha přebudován do dnešní podoby.

### Baptistická modlitebna
V ulici Puuvilja se nachází baptistická modlitebna, mající podobu typického meziválečného severského dřevěného domu. Sbor baptistů vznikl v Nõmme roku 1903 přestěhováním sboru z Jälgimäe, založeného o deset let dříve Manfredem von Glehnem. Baptisté dostali v Nõmme pro svou činnost pozemek s budovou zrušené strojařské dílny, kterou adaptovali v modlitebnu. Roku 1931 pak byla na stejném pozemku podle projektu Johannese Märtse postavena modlitebna současná. Stará modlitebna, přestavěná na obytný dům, je stále k vidění ve dvoře.